# Lycosa tula
Lycosa tula är en spindelart som först beskrevs av Embrik Strand 1913.  Lycosa tula ingår i släktet Lycosa och familjen vargspindlar.
Artens utbredningsområde är Western Australia. Inga underarter finns listade i Catalogue of Life.